# 4x4=12
4x4=12 (Four Times Four Equals Twelve) är Deadmau5s tredje album, som släpptes år 2010.

## Låtlista
1. "4x4=12 (Continuous Mix)" - 69:54
2. "Some Chords" - 7:24
3. "Sofi Needs A Ladder" - 6:43
4. "A City In Florida" - 5:40
5. "Bad Selection" - 5:33
6. "Animal Rights (feat. Wolfgang Gartner) - 6:15
7. "I Said (Michael Woods Remix) (feat. Chris Lake) - 7:06
8. "Cthulhu Sleeps" - 10:35
9. "Right This Second" - 7:50
10. "Raise Your Weapon(feat. Greta Svabo Bech)" - 8:23
11. "One Trick Pony" - 3:59
12. "Everything Before" - 6:36